# تركمان بارح
تركمان بارح قرية سوريّة تتبع إداريّاً لمحافظة حلب منطقة أعزاز ناحية أخترين، بلغ تعداد سكانها 5,416 نسمة حسب التعداد السكاني لعام 2010.